# Кураган (приток Сакмары)
Курага́н (Кураганка) — река в России, левый приток реки Сакмара, протекает по Кувандыкскому району Оренбургской области и муниципальному образованию «Город Медногорск».. Впадает в Сакмару в Кувандыке, в 386 км от её устья. Длина реки составляет 71 км. Площадь водосборного бассейна — 794 км².
Протекает через населённые пункты (от истока к устью): Новоказанка, Юмагузино 2-е, Блявтамак, Идельбаево, Рысаево, Сарбаево, Кувандык.

## Притоки
(указано расстояние от устья)
- 45 км: река Блява (лв)
- 55 км: река Имелма (Имелля) (лв)
- 61 км: река Башкалган (лв)

## Название
Возможно, топоним имеет тюркское или монгольское происхождение: сродни алтайскому «кураган», тувинскому «хураган», монгольскому «хурга(н)» — «ягнёнок».

## Данные водного реестра
По данным государственного водного реестра России относится к Уральскому бассейновому округу, водохозяйственный участок реки — Сакмара от истока до впадения реки Большой Ик. Речной бассейн реки — Урал (российская часть бассейна).
Код объекта в государственном водном реестре — 12010000512112200005423.